# Titularbistum Parium
Parium (ital.: Parium) ist ein Titularbistum der römisch-katholischen Kirche. Es geht zurück auf einen untergegangenen Erzbischofssitz in der antiken Stadt Parion in der kleinasiatischen Landschaft Mysien auf der asiatischen Seite der Dardanellen. 
| Titularbischöfe von Parium |                                                                       | |                    |                   |
| Nr.                        | Name                                                                  | Amt                                                                                                  | von                | bis               |
| 1                          | Alexander Smith                                                       | Apostolischer Koadjutorvikar von Western District (Vereinigtes Königreich Großbritannien und Irland) | 6. Juli 1847       | 15. Juni 1861     |
| 2                          | Louis-Charles Buquet                                                  | Weihbischof in Paris (Zweites Kaiserreich/Dritte Französische Republik)                              | 1. Oktober 1863    | 17. Januar 1872   |
| 3                          | Michel Rosset                                                         | Apostolischer Administrator von Saint-Jean-de-Maurienne (Frankreich)                                 | 26. Juni 1876      | 18. Dezember 1876 |
| 4                          | Marcellino Berardi OCD                                                | Apostolischer Koadjutorvikar von Verapoly (Britisch-Indien)                                          | 17. August 1877    |                   |
| 5                          | Claude Bardel                                                         | Weihbischof in Bourges (Frankreich)                                                                  | 18. Mai 1894       | 19. April 1897    |
| 6                          | Emanuel Alphonsus van den Bosch OFMCap Titularerzbischof pro hac vice | Alterzbischof von Agra (Britisch-Indien)                                                             | 27. April 1897     | 17. Oktober 1921  |
| 7                          | Luis Antonio de Mena Steinkoft Titularerzbischof pro hac vice         | Koadjutorerzbischof von Santo Domingo (Dominikanische Republik)                                      | 21. April 1922     | 7. Mai 1942       |
| 8                          | Eugeniusz Baziak Titularerzbischof pro hac vice                       | Koadjutorerzbischof von Lemberg (Generalgouvernement/Ukrainische Sozialistische Sowjetrepublik)      | 1. März 1944       | 22. November 1945 |
| 9                          | Alessandro Evreinoff Titularerzbischof pro hac vice                   | Ordinarius des Byzantinischen Ritus in Rom (Italien)                                                 | 19. März 1947      | 20. August 1959   |
| 10                         | Segundo Garcia de Sierra y Méndez Titularerzbischof pro hac vice      | Koadjutorerzbischof von Oviedo (Königreich Spanien)                                                  | 20. November 1959  | 7. Februar 1964   |
| 11                         | Philippe Nguyên-Kim-Diên PFJ Titularerzbischof pro hac vice           | Koadjutorerzbischof von Huê (Republik Vietnam)                                                       | 30. September 1964 | 11. März 1968     |